# Biotit
A biotit (más néven macska-arany) egy a filloszilikátok csoportjába tartozó csillám ásványok közül, amelyek gyakran megtalálhatóak a metamorfikus kőzetekben (ezek közé tartozik az annit, flogopit, sziderofillit, fluorannit, eastonit stb.). Ezek kémiai összetételben különböző, de nagyon hasonló fizikai tulajdonságokkal rendelkező lapos szilikátásványok.
A biotit színe zöldtől barnáig vagy feketéig terjedhet, valamint szürkésfehér sávok is előfordulhatnak benne. Apró, pikkelyes formában az arany színére emlékeztethet.

## Etimológia
A biotit a nevét Jean Baptiste Biot (1774-1862) francia mineralógusról és fizikusról kapta.

## Törésmutató
nα = 1,565–1,625
nβ = 1,605–1,675
nγ = 1,605–1,675

## Előfordulás
Regionális metamorfózist szenvedett palákban és gneiszekben, illetve kontaktmetamorf kőzetekben. Gránitokban, nefelinszienitekben, ritkábban kiömlési magmás kőzetekben (pl. riolitokban és bazaltokban). A káliumos hidrotermás átalakulás egyik jellemző ásványa. Üledékekben törmelékes alkotó.
Hazánkban a Magas-Tátrában, Telkibánya térségében, valamint Uzsa, Velence, Zalaszántó, Zalahaláp, Szokolya, Tállya, Tarcal, Komló, Mórágy, és Kemence területén van jelen. Ezen kívül Kanada és Észak-Karolina környékén lehet rábukkanni. A legnagyobb dokumentált biotit kristályra Norvégiában leltek.

## Felhasználás
A biotit elenyésző mértékben van jelen a kereskedelemben. A festékeknél töltőanyagként használják, az aszfaltozásnál pedig tapadásgátló felületi bevonatként van használatban.

## Képek

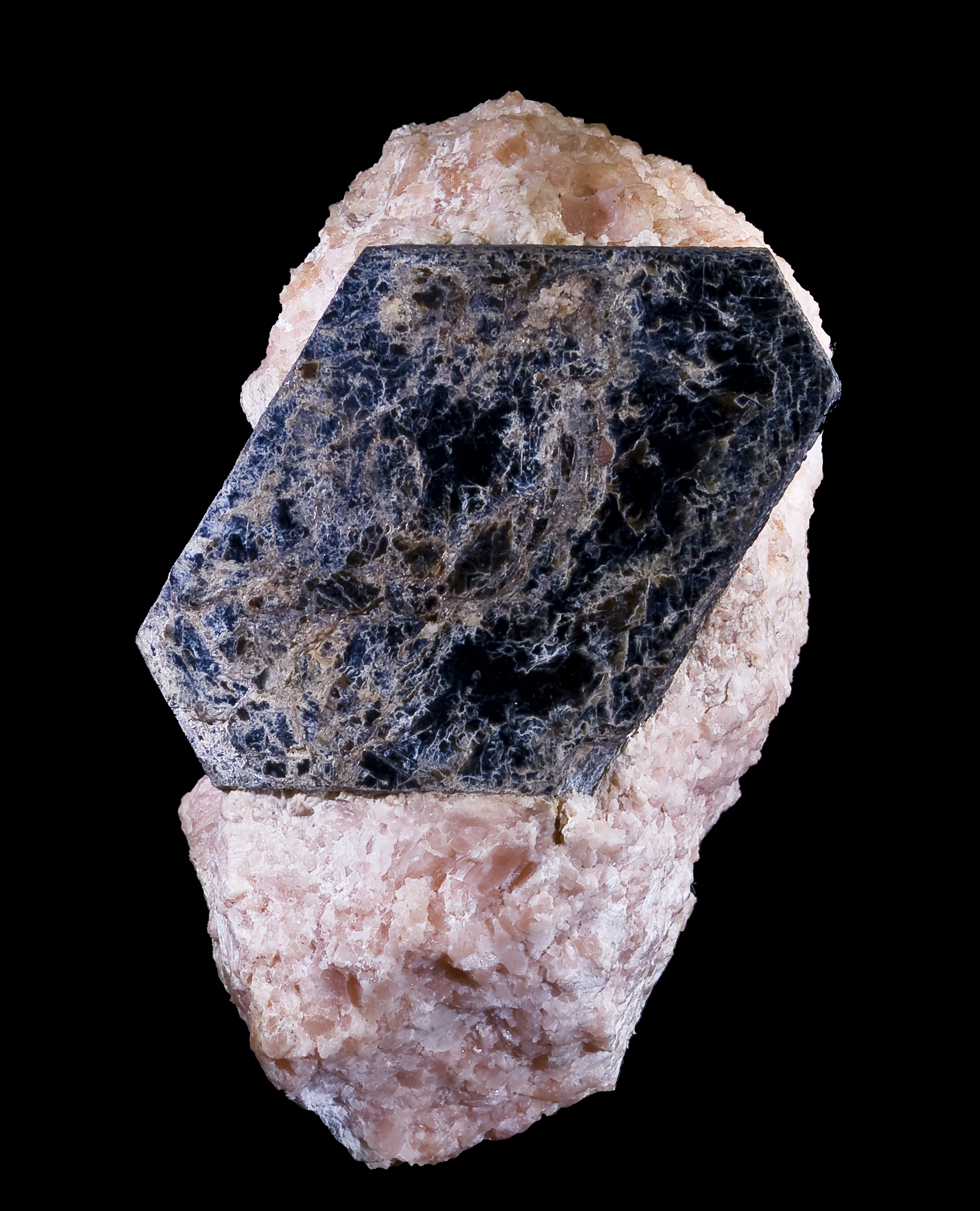
Biotit rózsaszín kalciton Kanadából
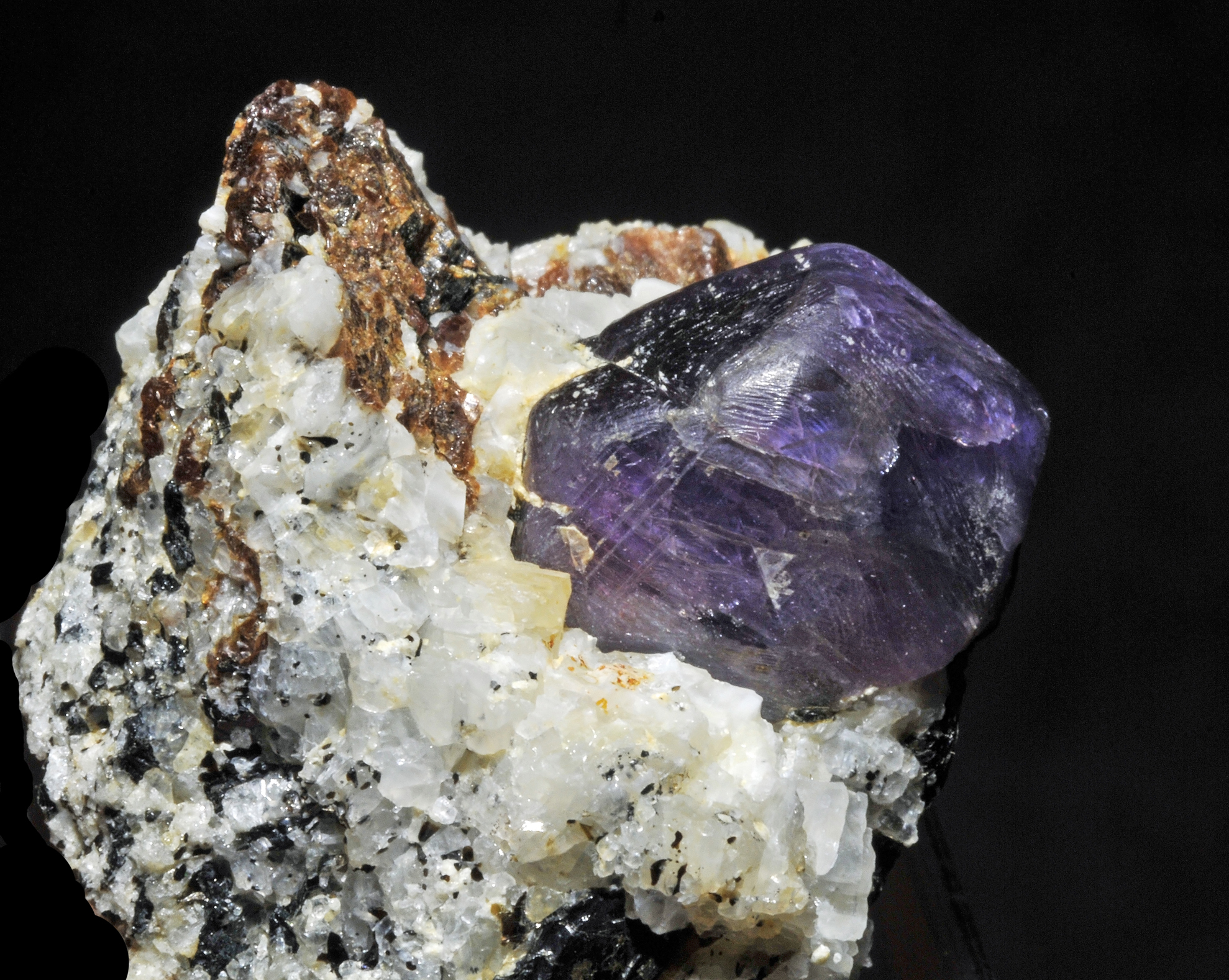
Zafír, albit és biotit Madagaszkárról
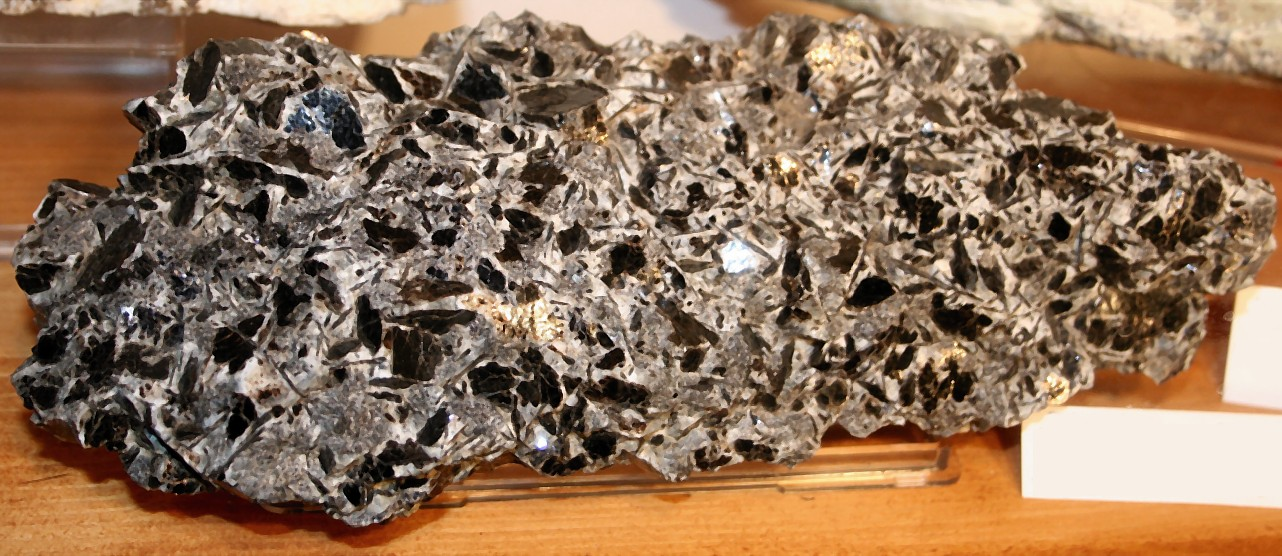
Biotit kristályok